# ألفريد بايتون (كرة سلة)
ألفريد بايتون (بالإنجليزية: Elfrid Payton)‏ مواليد 22 فبراير 1994 في غريتنا، هو لاعب كرة سلة أمريكي معتزل بدأ مسيرته الاحترافية في سنة 2014 حيث تم اختياره من قبل فريق فيلادلفيا سفنتي سيكسرز خلال الدرافت لعب مع فريق أورلاندو ماجيك في الرابطة الوطنية لكرة السلة كلاعب هجوم خلفي وحمل الرقم 4. يبلغ طوله 6 قدم 4 بوصة (1.9 م).

## إحصائيات المسيرة

### الموسم الاعتيادي
| السنة   | الفريق         | لعب | بدأ | دقيقة | ميداني% | ثلاثية | حرة  | ارتداد | صنع | استلاب | تصدي | نقطة |
| ------- | -------------- | --- | --- | ----- | ------- | ------ | ---- | ------ | --- | ------ | ---- | ---- |
| 2014–15 | أورلاندو ماجيك | 82  | 63  | 30.4  | .425    | .262   | .551 | 4.3    | 6.5 | 1.7    | .2   | 8.9  |
| 2015–16 | أورلاندو ماجيك | 73  | 69  | 29.4  | .436    | .326   | .589 | 3.6    | 6.4 | 1.2    | .3   | 10.7 |
| المسيرة |                | 155 | 132 | 29.9  | .430    | .306   | .569 | 3.9    | 6.5 | 1.5    | .3   | 9.7  |

## روابط خارجية
- ألفريد بايتون على موقع الاتحاد الدولي لكرة السلة (الإنجليزية)
- ألفريد بايتون على موقع إن بي أي (الإنجليزية)
- ألفريد بايتون على موقع سبورتس رفرنس (الإنجليزية)
- ألفريد بايتون على موقع كرة السلة الأوروبية.كوم (الإنجليزية)
- ألفريد بايتون على موقع إي إس بي إن.كوم (الإنجليزية)
- ألفريد بايتون على موقع كلية كرة السلة في سبورتس رفرنس.كوم (الإنجليزية)
- ألفريد بايتون على موقع ريلجم (الإنجليزية)
- ألفريد بايتون على موقع بروبوليرز (الإنجليزية)
- ألفريد بايتون على موقع سبورتس رفرنس (الإنجليزية)